# LIX1L
LIX1L‏ (None) هوَ بروتين يُشَفر بواسطة جين LIX1L في الإنسان.

## مشكلات الجينات ذات الصلة
- متلازمة تار[3]
- متلازمة الحذف 1q21.1
- متلازمة التكرار 1q21.1